# Sunol
Sunol és una concentració de població designada pel cens dels Estats Units a l'estat de Califòrnia. Segons el cens del 2000 tenia 1.332 habitants.

## Demografia
Segons el cens del 2000, Sunol tenia 1.332 habitants, 483 habitatges, i 368 famílies. La densitat de població era de 15,7 habitants/km².
Dels 483 habitatges en un 32,3% hi vivien nens de menys de 18 anys, en un 66,3% hi vivien parelles casades, en un 5,4% dones solteres, i en un 23,8% no eren unitats familiars. En el 17,2% dels habitatges hi vivien persones soles el 4,8% de les quals corresponia a persones de 65 anys o més que vivien soles. El nombre mitjà de persones vivint en cada habitatge era de 2,76 i el nombre mitjà de persones que vivien en cada família era de 3,12.
Per edats la població es repartia de la següent manera: un 22,7% tenia menys de 18 anys, un 8,2% entre 18 i 24, un 25,5% entre 25 i 44, un 33% de 45 a 60 i un 10,7% 65 anys o més.
L'edat mediana era de 41 anys. Per cada 100 dones de 18 o més anys hi havia 104,4 homes.
La renda mediana per habitatge era de 88.353 $ i la renda mediana per família de 96.121 $. Els homes tenien una renda mediana de 77.666 $ mentre que les dones 37.102 $. La renda per capita de la població era de 45.773 $. Cap de les famílies i l'1,4% de la població estaven per davall del llindar de pobresa.

## Poblacions més properes
El següent diagrama mostra les poblacions més properes.